# Morat (banda de música)
Morat és una banda colombiana de pop i rock formada a Bogotà, Colòmbia. Va ser creada l'any 2011, però va ser el 2015 quan van obtenir èxit internacional pel seu senzill Mi nuevo vicio, que van interpretar amb la cantant mexicana Paulina Rubio; la banda és considerada una de les «noves promeses» del pop balcànic llatinoamericà.
Els seus integrants són Simón Vargas Morales, Juan Pablo Isaza, Martín Vargas Morales i Juan Pablo Villamil. Fins a finals de 2016, havia format part de la banda Alejandro Posada Carrasco, però, després d'abandonar el grup, va ser substituït per Martín Vargas aquell mateix any.

## Història

### Inicis
Els integrants de Morat són colombians i van estudiar al mateix institut, el Gimnasio La Montaña, alguns d'ells a la Universitat dels Andes a Bogotà, Colòmbia. Així doncs, es coneixien des dels cinc anys, malgrat que dos dels seus integrants són germans de sang (Simón i Martín Vargas). Van començar tocant junts a diverses ocasions i quan cursaven secundària, Juan Pablo Isaza va prendre la decisió de crear una banda quan seguien estudiant. L'any 2014, la banda va realitzar una sessió de gravació a Bogotà. Algunes de les influències musicals són Joaquín Sabina, Eric Clapton, Bacilos o Red Hot Chili Peppers.
Un lloc on anaven molt com a músics principants va ser La Tea, on en un inici els fanàtics eren el personal de seguretat. Amb el pas del temps, van començar a tenir una audiència pròpia. Simón Vargas va explicar aquesta anècdota respecte a aquell lloc: "Recordo que teníem un joc: cada cop que tocàvem en La Tea, tractàvem d'endivinar quanta gent vindria a veure'ns... I, en general, arribaven més persones de les que esperàvem."
Als seus inicis, no hi havia grans expectatives per la banda. En la seva primera reunió amb el representat artístic Malaver, van ser rebutjats després que escoltés una de les seves primeres composicions. La resposta que els va donar va ser la següent: "Crec que vostès són talentosos, però mai tindran una canció a la ràdio. Haurien d'haver nascut a Argentina a finals dels setanta, perquè la vostra música no és adecuada pel que està passant en aquest moment". Però un cop que els va escoltar tocar en viu en La Tea temps després, Malaver va quedar impressionat pel potencial dels nois i va decidir representar-los.
Van començar a destacar internacionalment l'any 2015, quan el seu senzill «Mi nuevo vicio» va sortir a la llum amb la col·laboració de Paulina Rubio. Amb ell, Morat va aconseguir el Disc de Platí Digital, el número 1 de Vendes Digitals a Espanya, i el número 1 a Air Play, a Mèxic. Al mateix temps, es va llançar un tema titulat «Cuánto me duele», amb la producció de Mauricio Rengifo (Dandee), i inclòs a l'EP Grabado en madera. A la fi de l'any 2015 es presentà un nou senzill anomenat «Cómo te atreves», que aconseguí el número 1 a ITunes i els portà a la fama a Espanya.
L'octubre de 2018 van sortir el segon àlbum Balas Perdidas.

### Origen del nom
Morat és el cognom d'un avantpassat de l'ex-membre Alejandro Posada, que va ser també músic de Morat. Aquest tenia una finca als afores de Bogotà anomenada La Morat, lloc on la banda va fer els seus primers assajos. Abans de conèixer-se com Morat, el seu nom era Malta. Però, temps després, quan van anar a firmar amb Universal Music, una banda brasilenya ja estava registrada com Malta, així que van canviar el seu nom a l'actual.

### 2015:Mi nuevo vicio, Cuánto me dueleiCómo te atreves
El 17 de febrer de 2015, Morat va llançar la seva primera cançó, Mi nuevo vicio, amb la col·laboració de Paulina Rubio. Amb ell, Morat va aconseguir Disc de Platí Digital, un número 1 de Vendes Digitals a Espanya i un número 1 en AirPlay a Mèxic. Aquell mateix dia, es va publicar una altra cançó titulada Cuánto me duele en dues versions, una a l'estudi amb un vídeo amb la lletra i una altra acústica, amb la producció de Mauricio Rengifo, de la qual la versió acústica està inclosa en el EP "Grabado a madera". El 21 d'abril del mateix any, es va llançar el videclip de la cançó. El 13 de novembre de 2015, es presenta un nou senzill anomenat Cómo te atreves, que arriba al número 1 a iTunes i els porta a la fama a Espanya.

### 2016:Sobre el amor y sus efectos secundarios
Després del seu èxit gairebé immediat al 2015, van llançar el 19 de juny de 2016 el seu primer àlbum d'estudi a través d'Universal Music, amb 12 cançons. L'àlbum va debutar arribant al número 1 en varis països hispans com Colòmbia, Mèxic i Espanya.
En aquell mateix any, van ser nominats a la categoria Mejor artista nuevo a la cerimònia dels Premios Gramy Latinos, que s'havia de celebrar el 17 de novembre. Finalment, van perdre la categoria davant del seu compatriota Manuel Medrano.
El 19 de desembre de 2016, Alejandro Posada, l'antic percussionista de la banda, va fer una publicació a les xarxes socials a través del compte de la banda anunciant que abandonava Morat per protegir coses importants per a ell, incloent les seves intencions d'estudiar arquitectura. No obstant, va anunciar que Morat tindria un nou baterista, Martín Vargas, germà de Simón.

### 2017:Amor con hielo, Yo contigo, tú conmigoiBesos en Guerra
El 24 de febrer de 2017, Morat va publicar Amor con Hielo, la seva primera cançó amb Martín Vargas a la banda, i el 23 d'abril, la primera reedició de Sobre el amor y sus efectos secundarios, que conté les 12 cançons originals, Amor con Hielo i unes altres dues inèdites. El 16 de juny van publicar Yo contigo, tú conmigo, amb col·laboració d'Álvaro Soler, la qual forma part de la banda sonora original de la pel·lícula Despicable Me 3, i el dia 23, una setmana després, la segunda reedició de l'àlbum amb noves cançons, incloent-hi aquesta última i "Del estadio al cielo", que es va utilitzar a la banda sonora de la ONCE (O11CE) de Disney.
Un cop tancat el cicle anterior, el 3 de novembre de 2017, Morat va publicar Besos en guerra, amb la col·laboració de Juanes, sent el primer senzill del seu següent àlbum.

### 2018:Balas perdidasi el seu Tour
El 8 de juny de 2018, Morat va publicar Cuando nadie ve, el segon senzill de l'àlbum. Després, Morat va publicar altres senzills de manera més seguida fins al llançament de Balas perdidas, el seu segon disc, el 25 d'octubre. Amb el llançament, la banda va anunciar Balas Perdidas Tour, la seva segona gira de concerts que va començar al març de 2019.

### 2019:Presiento, A dónde vamos, Grammy LatinoiEnamórate de alguien más
El 12 d'abril del 2019, Morat va llançar el senzill Presiento amb la col·laboració d'Aitana, i el 10 de maig, la reedició de Balas Perdidas.
L'1 de novembre de 2019, Morat va llançar ¿A dónde vamos?, primer avenç del seu tercer àlbum, i el 13 de desembre, Enamórate de alguien más, el segon senzill.
Al novembre l'agrupació va ser nominada al Grammy Llatí en la categoria Millor Àlbum de Pop Contemporani per Balas perdidas. A més, van participar en la cerimònia de "Persona del Año" del mateix esdeveniment, en què es va homenatjar a Juanes.

### 2020: No termino, Nunca te olvidé, Bajo la mesa, Labios Rotos y Al Aire
El 6 de març de 2020, Morat va llançar No termino, tercer avenç del seu tercer disc i primer de l'any 2020. El 2 d'abril es va llançar Nunca te olvidé, quart senzill del tercer àlbum, i encara que es va llançar inicialment sense videoclip, aquest es va estrenar l'1 de maig, per al qual van comptar amb els seguidors de la banda. El 22 de maig, es va llançar Bajo la mesa, al costat de Sebastián Yatra, cinquè senzill del tercer àlbum i primer del mateix que inclou una col·laboració. L'11 de juny, va sortir la seva col·laboració va ajuntar Reik amb la seva cançó La Bella y la Bestia. El 30 de juliol van llançar Más de lo que aposté, la seva segona col·laboració amb Aitana, i el 6 d'agost, Labios Rotos, el qual és un tribut a la banda mexicana Zoé.
El 7 de novembre, i després de més de 5 mesos sense tocar en un escenari, van oferir un concert virtual per mitjà de la plataforma Rappi Live Events anomenat Echando conte. Segons l'aplicació, va ser el concert virtual més venut del continent el 2020.
El 13 de novembre, es va llançar Al aire, sisè senzill del seu tercer àlbum, amb el seu respectiu videoclip, que es va gravar al municipi de Guasca, Cundinamarca.

### 2021: Nous senzills, col·laboracions amb artistes i ¿A dónde vamos?
L'11 de març de 2021, llancen el senzill No hay más que hablar, pertanyent al seu tercer àlbum. Una setmana després, van llançar el senzill De cero, també pertanyent al seu tercer àlbum.
El 15 d'abril, col·laboren amb Beret a la cançó Porfa no te vayas.
El 3 de juny del 2021 llancen una col·laboració amb Danna Paola, la qual va ser l'últim senzill llançat abans de publicar el seu tercer àlbum.
El 15 de juliol de 2021 llancen oficialment el seu tercer àlbum titulat ¿A dónde vamos? el qual compta amb 14 cançons, on col·laboren amb diferents artistes, els quals són Sebastián Yatra, Cami, Danna Paola i Andrés Cepeda. Aquell mateix dia va llançar el senzill Simplemente pasan, al costat de Cami.

### 2022: Llamada perdida, París, Valen más, 506, 23 i quart àlbum
El 18 de febrer de 2022, van publicar el senzill Llamada Perdida, la seva primera cançó de l'any. El 20 de maig, París, en col·laboració amb Duki, un raper argenti, i el 29 de juliol va sortir Valen más. El 2 de setembre van llançar 506 juntament a Juanes, la qual va ser la seva segona col·laboració amb ell i el 21 de setembre van publicar 23.
El 4 de novembre va sortir el seu quart àlbum d'estudi titulat Si ayer fuera hoy, amb cançons com: Segundos Platos, Santa Fe, Nunca al revés, Debí Suponerlo i Salir con vida, una col·laboració al costat del cantant Feid.

## Discografia
| Sobre el amor y sus efectos secundarios | Sobre el amor y sus efectos secundarios   | Sobre el amor y sus efectos secundarios |
| --------------------------------------- | ----------------------------------------- | --------------------------------------- |
| N.°                                     | Títol                                     | Durada                                  |
| 1                                       | Mi nuevo vicio                            | 3:57                                    |
| 2                                       | En un solo día                            | 3:22                                    |
| 3                                       | Aprender a quererte                       | 3:49                                    |
| 4                                       | Yo más te adoro                           | 3:22                                    |
| 5                                       | Di que no te vas                          | 3:58                                    |
| 6                                       | Si tú te vas                              | 3:20                                    |
| 7                                       | Ladrona                                   | 4:16                                    |
| 8                                       | Cómo te atreves                           | 4:01                                    |
| 9                                       | Una vez más                               | 4:02                                    |
| 10                                      | Mil tormentas (amb Cali i El Dandee)      | 3:53                                    |
| 11                                      | Ahora que no puedo hablar                 | 4:25                                    |
| 12                                      | Amor con hielo                            | 3:24                                    |
| 13                                      | Cuánto me duele                           | 3:50                                    |
| 14                                      | Ya no estás tú                            | 3:20                                    |
| 15                                      | La última vez                             | 3:38                                    |
| 16                                      | Mi nuevo vicio (amb Paulina Rubio)        | 4:02                                    |
| 17                                      | Yo contigo, tú conmigo (amb Álvaro Soler) | 2:59                                    |
| 18                                      | Del estadio al cielo                      | 4:01                                    |

## Membres
- Juan Pablo Villamil Cortés: és el vocalista principal de Morat, toca el banko, l'ukelele i la guitarra. Va estudiar Enginyeria Industrial a la Universidad de los Andes.
- Juan Pablo Isaza Piñeros: és el vocalista principal i guitarrista de Morat, també toca el piano. Estudia Administració d'Empreses a la Universidad de los Andes, està estudiant una segona carrera amb èmfasi musical i és co-fundador de la casa de producció Mapache.
- Simón Vargas Morales: és vocalista i baixista de Morat, també maneja els sintetitzadors. És escriptor, al 2020 va presentar el seu primer llibre A la Orilla de la Luz. Va estudiar Història a la Universidad de los Andes. Al 2020, va crear en conjunt a la youtuber mexicana Nath Campos un podcast a Spotify anomenat "Simón dice, Nath contradice".
- Martín Vargas Morales: és vocalista i baterista de Morat. Va estudiar Disseny Gràfic a la Universidad de los Andes. És co-fundador de la maca General Studios.

### Ex-components
- Alejandro Posada Carrasco; Bateria, percussions, cor...

### Artistes col·laboradors
- Mauricio Rengifo (Dandee); Producció.
- Paulina Rubio; «Mi nuevo vicio».
- Alejandro Fernández; «Sé que te duele».
- Cali & El Dandee; «Mil tormentas».
- Álvaro Soler; «Yo contigo, tú conmigo» (BSO «Gru 3").
- Juanes; «Besos En Guerra».

- Aitana Ocaña Morales; «Presiento».
- Tini; «Consejo de amor».
- Sebastian Yatra "Bajo la mesa"

## Gires
- 2017-2018: Sobre el amor y sus efectos secundarios
- 2019: Balas Perdidas Tour
- 2020: ¿A dónde vamos?
- 2022: Morat World Tour
- 2023: Si ayer fuera hoy Morat World Tour

## Premis i reconeixements

### Premis Grammy Llatins
- 2016: Nominats per Millor Artista Nou.
- 2019: Nominats per Millor Àlbum de Pop Contemporani amb Balas Perdidas.

### LOS40 Music Awards
- 2016: Premiats a la categoria "Artista revelación del año"
- 2016: Nominats a Cançó de l'Any amb Cómo te Atreves
- 2016: Nominats a la categoria "Artista Lo+40".
- 2017: Premiats a la Cançó de l'Any amb Yo contigo, Tú conmigo
- 2018: Premiats a Millor Artista o Grup Llatí
- 2019: Nominats a Artista del 40 al 1.
- 2020: Premiats a Artista del 40 al 1.
- 2020: Premiatts a Millor Artista o Grup Llatí

### MTV Millennial Awards
- 2017: Nominats a la categoria "Explosió Pop de l'Any".
- 2017: Nominats a Hit de l'Any amb Cómo te Atreves

### Premis Nuestra Tierra
- 2020: Nominats a Cançó Pop de l'Any.
- 2020: Nominats a Artista Pop de l'Any
- 2020: Nominats a Millor Gira de Concert
- 2021: Nominats a Cançó Pop
- 2021: Nominats a Artista Pop.

### Premis Shock
- 2016: Nominats a Millor Arista Nou
- 2016: Nominats a Artista de la Gent

### Kids Choice Awards México
- 2020: Premiats a Hit Llatí de l'Any
- 2020: Nominats a Artista o Grup llatí preferit

### Premios Heat Latino
- 2021: Nominats a Millor Grup o Banda.
- 2021: Premiats a Millor Artista Rock.